# دومینگو بنگاس
دومینگو بنگاس (انگلیسی: Domingo Benegas؛ زادهٔ ۴ اوت ۱۹۴۶) بازیکن فوتبال اهل پاراگوئه است.
از باشگاه‌هایی که در آن بازی کرده‌است می‌توان به باشگاه فوتبال لیبرتاد، باشگاه ورزشی رئال مایورکا، و باشگاه فوتبال اتلتیکو مادرید اشاره کرد.